# Allodape ceratinoides
Allodape ceratinoides is een vliesvleugelig insect uit de familie bijen en hommels (Apidae). De wetenschappelijke naam van de soort is voor het eerst geldig gepubliceerd in 1884 door Gribodo.
De diersoort komt voor in Zimbabwe.